# La Perla (municipalité)
Pour les articles homonymes, voir La Perla.
La municipalité de La Perla est l'une des 212 municipalités de l'État de Veracruz, et est située dans la partie centrale de cet État. Elle se situe à l'ouest du golfe du Mexique, sur les contreforts de la chaîne de montagnes de la Sierra Madre orientale, et se trouve à cheval entre les bassins versants des rivières Río Blanco, affluent nord du fleuve Río Papaloapan, et Río Cotaxtla, affluent du fleuve Río Jamapa. Son chef-lieu est la ville éponyme de La Perla. Elle est limitrophe à l'ouest de l'État de Puebla, et dépend de la région administrative de Las Montañas, qui est une des 10 subdivisions administratives de l'État de Veracruz.

## Géographie
La municipalité de La Perla s'étend d'ouest en est entre les bassins versants des fleuves Río Papaloapan au sud et Río Jamapa au nord. La rivière Río Orizaba la délimite pour partie au sud, tandis que la rivière Metlac la traverse d'ouest en est plus au nord. Toutes deux sont des rivières tributaires du Río Blanco, lui-même principal affluent nord du fleuve Río Papaloapan. Elle est bordée à l'extrême nord par la rivière Río Cotaxtla, principal affluent du fleuve Río Jamapa. Assise au cœur de la chaîne de montagnes de la Sierra Madre orientale, son altitude oscille entre 1300 et 5400 mètres. Son point culminant, est le pic d'Orizaba, pour partie sur son territoire, qui culmine à 5675 mètres. Ce dernier est un volcan faisant partie de la Cordillère Néovolcanique. Son chef-lieu est la ville éponyme de La Perla, qui se trouve dans les confins sud-est de son territoire. Ce territoire couvre une superficie de 137,5 km2, et était peuplé en 2020 de 28 258 habitants, pour une densité de 205,5 habitants par km2.
Cette municipalité est limitrophe au nord de celles de Coscomatepec et de Calcahualco, à l'ouest, dans l'État de Puebla, de celles de Tlachichuca, de Chalchicomula de Sesma et d'Atzitzintla, au sud, à nouveau dans l'État de Veracruz, de celle de Mariano Escobedo, et à l'est de celle d'Atzacan.

## Composition et démographie
La municipalité était composée en 2020 de 51 localités, dont une seule était considérée comme urbaine, les autres étant rurales.
| Localité                          | Population |
| --------------------------------- | ---------- |
| La Perla                          | 4627       |
| Chilapa                           | 1736       |
| La Ciénega                        | 1251       |
| Metlac Hernández (Metlac Primero) | 1220       |
| Barrio de San Miguel              | 1216       |
| Reste des localités               | 18 208     |
| Total population                  | 28 258     |

En plus de l'espagnol, plusieurs langues amérindiennes sont parlées dans la municipalité, dont les principales sont par ordre d'importance : le nahuatl, le mazatèque, le mixtèque et le zapotèque.

## Économie

### Agriculture et élevage
La superficie des parcelles semées représentait en 2021 une surface totale de 1609 hectares, parmi lesquels 722 hectares étaient à la culture de la pomme de terre, localement nommée "papa", 565 hectares étaient voués à la culture du maïs, et 265 hectares étaient voués à celle du haricot.
En 2021, la production de viande par tonnes comprenait 17,1 tonnes de viande bovine, 84,7 tonnes de viande porcine, 8 tonnes de viande ovine, 0,9 tonne de viande caprine, 2,1 tonnes de volailles, et 2,8 tonnes de dinde. La superficie vouée à l'élevage représentait alors 879 hectares.